# المسكوبية (رواية)
المسكوبية هي رواية أدبية صدرت عام 2010 للكاتب الروائي أسامة العيسة، والتي صدرت عن مركز أوغاريت الثقافي في رام الله. يسلط الكاتب الواقع المزري الذي يعيشه المعتقلون الفلسطينيون في زنازين السجون الإسرائيلية وظروف الإعتقال القاسية وأساليب التحقيق التي يتعرضون لها. 

## ملخص الرواية
اختار الكاتب اسم أحد السجون الإسرائيلية وهو سجن المسكوبية في مدينة القدس عنواناً لروايته، مستعرضاً فيها ذكريات راسخة في ذاكرته منذ اعتقاله عام 1982، واستعرض الكاتب أساليب التعذيب الوحشية التي يستخدمها الإحتلال ومنها التعذيب الجسدي والنفسي مثل الضرب المبرح على كافة أعضاء الجسم والتعليق من القدمين لأيام، وتقييد الأيدي وترك المعتقل يتبول في ثيابه دون السماح له بقضاء حاجاته الإنسانية، وما يصاحب ذلك من عذابات نفسية وترك المعتقل في زنازين ضيقة ومعتمة لا يعرف ليله من نهاره وإضاءتها بمصابيح صفراء خافتة لتدميره نفسياً، ووضح الكاتب في روايته أن الإحتلال لا يفرق بين الرجل والمرأة في الاعتقال وكلاهما يتعرضان لضرب والتنقيل والقمع.

## الجوائز
- الجائزة العربية للإبداع الثقافي عن فئة الرواية 2013.[3]